# Земмерінгбан
Залізниця Земмерінг — перша у світі гірська залізниця. Найстаріша дистанція завдовжки 42 км, побудована в 1848—1854 роках, прокладена через Земмерінгський перевал між Мюрццушлагом і Глоггніцем у високогірній місцевості. З огляду на досить складний рельєф і значні перепади висоти є одним з видатних досягнень цивільної інженерії XIX століття. Залізниця, як і раніше, функціонує повністю та є частиною австрійської Південної залізниці.

## Історія
Залізницю Земмерінг побудовано між 1848 і 1854 роками. У будівництві брали участь приблизно 20 000 осіб. Проєкт розробив архітектор Карл фон Гега. Дорога прокладена на висоті 985 м над рівнем моря, а у зв'язку зі складністю рельєфу на цій ділянці довелося прорубати 14 тунелів, побудувати 16 віадуків, причому деякі з них — у два поверхи, а також понад 100 кам'яних мостів і 11 невеликих залізних мостів. Станції дороги та адміністративні споруди найчастіше побудовані з відходів породи, отриманих під час прокладання тунелів.
Усього протягом дороги перепад висоти становить 460 м, а на 60 % протяжності крутизна становить 20-25 ‰, що еквівалентно підйому в 1 м на 40 м шляху. Такі умови викликали абсолютно нові технічні аспекти будівництва і знадобилися нові інструменти та техніка для експлуатації. Була розроблена нова конструкція локомотивів спеціально для цієї дороги, оскільки стандартна техніка й донині не може впоратися з екстремальними величинами підйому і радіусами поворотів.
Залізниця проходить дуже мальовничим гірським районом. Навіть під час будівництва основною концепцією проєкту було створити «пейзаж у саду», тобто архітектор намагався домогтися гармонійного поєднання техніки і природи. Краса навколишньої природи зумовили розвиток уздовж залізниці інфраструктури для відпочинку. Нині Земмерінг є популярним гірськолижним та бальнеологічним курортом; також район відомий як місце проведення змагань Кубка світу з гірськолижного спорту.